# Life Begins At Eighty
『Life Begins At Eighty』（ライフ・ビギンズ・アット・エイティ）は、80kidzの1st EP。
2008年8月6日、KSRより発売。

## 概要
80kidzの1st EP。初めてオリジナル楽曲がCD音源化された。同年4月4日に発売された初のオリジナル楽曲作品『Disdrive EP』に収録された3曲に加え、本作のために書き下ろされたタイトル曲『Life Begins at Eighty』やオートクラッツによる「FXXK Fox」のリミックスなどを収録。

## 収録曲
1. Television Talk
2. FXXK Fox
3. Disdrive
4. Life Begins At Eighty
5. Alt A
6. FXXK Fox (autokratz Remix)